# Protanilla tibeta
Protanilla tibeta is een mierensoort uit de onderfamilie van de Leptanillinae. De wetenschappelijke naam van de soort is voor het eerst geldig gepubliceerd in 2012 door Xu.